# هريهوري إيبيك
هريهوري دانيلوفيتش إيبيك (بالأوكرانية: Григорій Данилович Епік)‏ (17 يناير 1901-3 نوفمبر 1937) كاتب وصحفي أوكراني. لقد دعم الأكرنة السوفيتية خلال عشرينيات القرن الماضي، مما أدى على الأرجح إلى اعتقاله وإعدامه خلال عملية التطهير الكبير في الثلاثينيات.

## وقت مبكر من الحياة
بدأ العمل في مكتب ورشة للسكك الحديدية بعد الدراسة في مدرسة ريفية في قرية كاميانسكي الكبيرة، محافظة يكاترينوسلاف ‏ (عدد سكانها حوالي 20000 نسمة). فُصل من وظيفته في عام 1918 بعد أن شارك في الانتفاضة ضد الهتمانات. في عام 1919، انضم إلى طاقم أول فوج متطوع في موسكو وشارك في الأحداث الثورية.
في أوائل عام 1920، انضم إلى الحزب الشيوعي واللجنة الثورية ‏ في كاميانسك. انتقل بعد ذلك إلى بولتافا، حيث عمل مدرسًا سياسيًا وسكرتيرًا ورئيس اللجنة التنفيذية للمنطقة. خلال الفترة من 1922 إلى 1924، عمل إيبيك في المجلس الإقليمي للفرع الأوكراني لكومسومول ومن عام 1924 إلى عام 1925 محررًا لـ Chervonyi Shliakh (الطريق الأحمر) في خاركيف.
بين عامي 1925 و1929، درس في قسم التاريخ الأوكراني في معهد خاركيف للأساتذة الحمر ‏. بعد التخرج، أصبح مدير دار نشر ديرزليتفيداف (دار النشر الحكومية).
شارك إيبيك في أنشطة الجمعيات الثقافية والتعليمية، وكان عضوًا في اتحاد الكتاب الفلاحين "Plow"، وانضم لاحقًا إلى مجموعة VAPLITE بقيادة ميكولا خفيلوفي.

## كتابات
بدأت كتابات إبيك في الظهور عام 1923. كان عضوًا في العديد من المنظمات الأدبية الأوكرانية مثل بلاو وبروليتفرونت وVAPLITE (أكاديمية الأدب البروليتاري المجانية). جمعت هذه المنظمات العديد من الأعضاء الشباب من المثقفين الأوكرانيين، الذين عانوا في الثلاثينيات بشدة أثناء التطهير الكبير.
في نثر إبيك من عشرينيات القرن الماضي، انتقد بشدة جوانب مختلفة من النظام السوفيتي، لا سيما في بيز غرونتو (1928)، حيث وصف بقسوة المتطوعين، الذين أسماهم "بيبيرويدس"، الذين طوروا نظامًا لوجودهم: كامل الخضوع للتنمر القوي الذي لا يرحم للضعفاء. تظهر رواية "الخريف" نوع الشيوعي المتجدد الذي يحكم دون عقاب في تعاونية إسكان. في رواية "الربيع الأول" (1931)، تمكن إبيك من إظهار المقاومة اليائسة للفلاحين ضد الجماعية العنيفة.
لكن رواياته الأخيرة من الثلاثينيات كانت مكتوبة بالروح الستالينية. في عام 1932، نشر رواية "بترو رومان" المؤيدة لكومسومول، حيث أشاد بنمو المثقفين التقنيين السوفيتي.
خلال أواخر عشرينيات القرن الماضي، كان إبيك كاتب سيناريو استوديوهات دوفجينكو للأفلام المتنامية.

## القمع والموت
على الرغم من أن إبيك استمر في دعم الحزب الشيوعي، بعد الانقلاب المفاجئ لسياسة الأكرنة السوفيتية في أوائل الثلاثينيات، فقد عانى من عمليات التطهير. قُبض عليه في 5 ديسمبر 1934 بتهمة كونه قوميًا أوكرانيًا وعضوًا في منظمة إرهابية سرية.
على عكس أولئك الذين اعتقلوا في خاركيف في نفس الوقت، مثل ميكولا كوليش، الذي نفى لفترة طويلة التهم الملفقة، اعترف إيبيك دون مقاومة أنه ينتمي إلى منظمة إرهابية أسطورية، يُزعم أنها تضم كوليش وكليم بولشوك ‏، فاليريان بيدموهيلني، ويفين بلوزنيك، وفاسيل فرازليفي.
في بداية عام 1935، صُدم العديد من الكتاب برسالة إيبيك الموجهة إلى مفوض الشعب فسيفولود باليتسكي، والتي ندم فيها الكاتب عن النوايا الإجرامية المفترضة للمجموعة بأكملها وذكر أنه يجب إطلاق النار عليهم جميعًا «مثل الكلاب المسعورة». قرأ سكرتير اللجنة المركزية للحزب الشيوعي الأوكراني بافيل بوستيشيف ‏ في الجلسة الكاملة لمجلس اتحاد كتاب أوكرانيا هذه الرسالة.
في أوائل عام 1935، حُكم عليه بالسجن لمدة عشر سنوات من العمل القسري وأرسل إلى معسكر سجن سولوفكي في البحر الأبيض. أثناء وجوده في Solovki، استمر في الكتابة وحتى أرسل أحد أعماله، قصص Solovki، إلى NKVD في موسكو. بعد ذلك، أصيب بالإحباط وتوقف عن الكتابة،  يحرق القصص القصيرة والرواية التي كتبها "تكريما لشيكا".
كان إيبيك أحد "عمليات النقل المفقودة" للسجناء الذين أُعيدوا إلى البر الرئيسي في عام 1937 من سولوفكي. من المعروف الآن أنه أُطلق النار عليه في 3 نوفمبر 1937 في ساحة القتل والمقابر المسماة ساندرمخ بالقرب من مدفيجيغورسك، في كاريليا (ثم جمهورية كاريليا الاشتراكية السوفيتية ذاتية الحكم)، وهو موقع اكتشفته جمعية ميموريال في عام 1997 ورئيسها المحلي يوري أ ديمترييف ‏.
إلى جانب إبيك، أُطلق النار على 289 عضوًا آخر من المثقفين الأوكرانيين - مثل ميكولا كوليش، وفاليريان بيدموهيلني، ويوليان شبول ‏، وفاليريان بوليشوك، ولي كورباس، وميروسلاف إيرشان ‏، وميكولا زيروف ‏ - في ساندرمخ.
أعادت الكلية العسكرية التابعة للمحكمة العليا لاتحاد الجمهوريات الاشتراكية السوفيتية ‏ تأهيل إيبيك بعد وفاته في عام 1956.

## الأعمال

### قصص قصيرة
- 1926 - نا زلومي (عند نقطة الانهيار )
- 1928 - ف سنيهاخ (وسط الثلوج )
- 1929 - أوبلوها (الحصار )
- 1930 - توم ساتيري (حجم هجاء )

### الروايات
- 1928 - بيز غرونتو (بدون أرض )
- 1929 - زوستريش (الاجتماع )
- 1930 نيبيا (نيبيا )
- 1931 - بيرشا فيسنا (الربيع الأول )
- 1932 - بترو رومن